# Proamytta eburnea
Proamytta eburnea är en insektsart som beskrevs av Max Beier 1965. Proamytta eburnea ingår i släktet Proamytta och familjen vårtbitare. Inga underarter finns listade i Catalogue of Life.